# Denonville
 Denonville  es una población y comuna francesa, en la región de  Centro, departamento de Eure y Loir, en el distrito de Chartres y cantón de Auneau.

## Demografía
| 348 | 344 | 349 | 374 | 607 | 672 |
| Para los censos de 1962 a 1999 la población legal corresponde a la población sin duplicidades (Fuente: INSEE [Consultar]) |     |     |     |     |     |